# Surjit Bindrakhia
Surjit Bindrakhia (cuyo nombre verdadero era Surjit Singh Bains) (n. 15 de abril de 1962 en Bindrakh, Rupnagar - 17 de noviembre de 2003, Mohali), fue un cantante de música punjabi indio. Era conocido por su apodo como Hekh, en el intérprete de una sola nota en forma continua de un solo aliento. Entre sus éxitos que ha dejado en su legado musical incluyen temas musicales como Dupatta Tera Satrang Da, Bas Bas Kar Kar, Tera Yaar Bolda y Jatt Di Pasand. A Surjit se le consideraba como una de las mejores voces de la historia de la música Bhangra. Recibió un premio especial del jurado en los Premios Filmfare de 2004 en su honor, esto por su contribución a la música Punjabi.

## Discografía
| Lanzamiento | Álbum                    | Etiqueta                      |
| ----------- | ------------------------ | ----------------------------- |
| 2003        | Ishque Di Agg            | T-Series                      |
| 2003        | Ghabru Gulab Varga       | T-Series                      |
| 2003        | Billiaan Akhiyaan        | T-Series                      |
| 2002        | Munda Ki Mangda          | T-Series                      |
| 2002        | Dilaan Diyaan Choriyaan  | T-Series                      |
| 2001        | Phul Kadhda Phulkari     | T-Series                      |
| 2001        | Aakhiyan De Vanj Bure    |                               |
| 2001        | Lakk Tunoo Tunoo         | T-Series                      |
| 2000        | Ladla Deor               | T-Series                      |
| 2000        | Mundri Nishani           | Music Waves                   |
| 2000        | Dil Nachda               | Tips                          |
| 2000        | Addi Utte Ghum           | Catrack                       |
| 2000        | Rumaal Bhul Gayee        | T-Series                      |
| 1999        | Mukhda Dekh Ke           | T-Series                      |
| 1999        | Tera Vikda Jai Kure Pani | T-Series                      |
| 1998        | Valeiti Masti            | Tips                          |
| 1998        | Wang Wargi Kuri          | T-Series                      |
| 1997        | Nare Nee Mutiare         | Music Waves                   |
| 1997        | Phullan Wangoo Hasdiye   |                               |
| 1997        | Sohni Naar               | T-Series                      |
| 1996        | Dil Watte Dil Mangda     | T-Series                      |
| 1996        | Labh Kiton Bhabiye       | T-Series                      |
| 1996        | Tauba Tauba Hussan       |                               |
| 1995        | Hai Darhuka              |                               |
| 1994        | Dupatta Tera Sat Rang Da | Finetone                      |
| 1992        | Bas Kar Bas Kar          | Finetone                      |
| 1991        | Munde Aakhde Pataka      | Finetone Cassettes Industries |

## Álbumes póstumos
| Lanzamiento | Álbum                                             | Etiqueta               | Notas                                   |
| ----------- | ------------------------------------------------- | ---------------------- | --------------------------------------- |
| 2014        | Aish Karo (Duo Collaboration)                     | MovieBox               | Gold Coins / Music: Bups Saggu          |
| 2013        | Teri Mittran De Chaari                            | MovieBox/Speed Records | 4 Years                                 |
| 2009        | Jithe Marji Ja                                    | T-Series               | Lyrics: Shamsher Sandhu                 |
| 2006        | Pyar Kar Lai                                      | Music Waves            | Presentation: Gulshan Kumar             |
| 2005        | Galti Malti Maaf Kar Deo                          | T-Series               | Presentation: Gulshan Kumar             |
| 2004        | Main Kal Takk Nahin Rehna (Tribute to Bindrakhia) | T-Series               | 1st Album / Presentation: Gulshan Kumar |

## Álbumes unificial
| Lanzamiento | Álbum                     | Etiqueta    |
| ----------- | ------------------------- | ----------- |
| 2003        | Forever Surjit Bindrakhia | Music Waves |
| 2002        | Bindrakhia Blast          | Catrack     |
| 2001        | Cheez Kamaal Di (Remixes) | T-Series    |
| 2000        | Wang Hogi Tang (Remixes)  |             |
| 2000        | 100% Bindrakhia (Remixes) | AMC         |
| 2000        | Best of Bindrakhia Vol. 1 |             |
| 1998        | Bindrakhia Power Point    |             |
| 1994        | Strictly Bindrakhia       |             |

## Religiosos
| Lanzamiento | Álbum                  | Etiqueta    |
| ----------- | ---------------------- | ----------- |
| 2009        | Bhai Sangat Singh Ji   | Star Makers |
| 2002        | Singho Sewadar Bano    | T-Series    |
| 2001        | Janam Dihara Khalsa Da | T-Series    |

## Filmografía
| Lanzamiento | Película                | Canción                                         | Etiqueta |
| ----------- | ----------------------- | ----------------------------------------------- | -------- |
| 1996        | Rab Dian Rakhan         |                                                 |          |
| 1996        | Zorawar                 | Ve Kehre Tere Amb Torh Laye with Parmjit Sandhu | Catrack  |
| 1996        | Ishq Nachavye Gali Gali |                                                 |          |
| 1994        | Kachehri                | Dera Jatt Da with Dilshad Akhtar                | T-Series |
| 1991        | Jatt Jeona Mour         |                                                 |          |
| 1991        | Badla Jatti Da          | Boliyan with Surinder Shinda                    |          |
| 1990        | Anakh Jattan Dee        |                                                 |          |